# Rubikon 2056
Rubikon 2056 (títol original, Rubikon) és una pel·lícula de ciència-ficció espacial de Magdalena Lauritsch, que es va estrenar als cinemes d'Àustria el 16 de setembre de 2022. S'ha doblat i subtitulat al català.

## Sinopsi
Any 2056. Les nacions del món s'han dissolt, amb tot el poder en mans de grans corporacions i els seus exèrcits. En l'estació espacial Rubikon, Hannah, Gavin i Dimitri tenen a les seves mans un innovador projecte de filtració d'aire. De sobte, són testimoni de com un núvol tòxic de contaminació cobreix la superfície terrestre i sembla extingir tota vida al seu pas. Sense cap contacte amb el planeta, els membres de la tripulació es pregunten si són els últims supervivents de la humanitat. Haurien d'arriscar les seves vides en una missió de rescat a la Terra, o ignorar el vell món i viure del sofisticat sistema que tenen en l'estació?